# Beaver, Utah
Beaver är en ort (city) i Beaver County i delstaten Utah i USA. Orten hade 3 592 invånare, på en yta av 17,30 km² (2020). Beaver är administrativ huvudort (county seat) i Beaver County. Orten grundades av mormoner år 1856.